# Carneiro-de-dall
O carneiro-de-Dall ou Thinhorn (do inglês, thin horn, chifre fino), Ovis dalli, é um carneiro selvagem das regiões montanhosas do noroeste da América do Norte, com coloração variando do branco ao marrom (castanho) e que possui chifres curvados de cor marrom-amarelada. O epíteto específico (dalli) é derivado de William Healey Dall (1845-1927), um naturalista americano. Há duas subespécies: o carneiro-de-dall, propriamente dito, ao norte (Ovis dalli dalli) que é quase todo de cor branca, e o carneiro-das-rochas, mais do sul (Ovis dalli stonei), que é marrom com algumas partes brancas no dorso e nas patas traseiras.
Pesquisas mostraram que o uso das designações de subespécies é questionável. Mistura completa de cores ocorre entre as formas brancas e escuras da espécie com populações intermediárias coloridas, chamados Carneiros de Fannin, encontrados nos Montes Pelly e Montes Ogilvie do território do Yukon A análise do DNA mitocondrial não mostrou nenhuma divisão molecular ao longo dos limites atuais das subespécies , embora a análise do DNA nuclear possa fornecer alguma sustentação . Também no nível espécie, a taxonomia é questionável, porque a hibridização entre o carneiro-de-dall e o Bighorn foi registrada na história evolucionária recente 

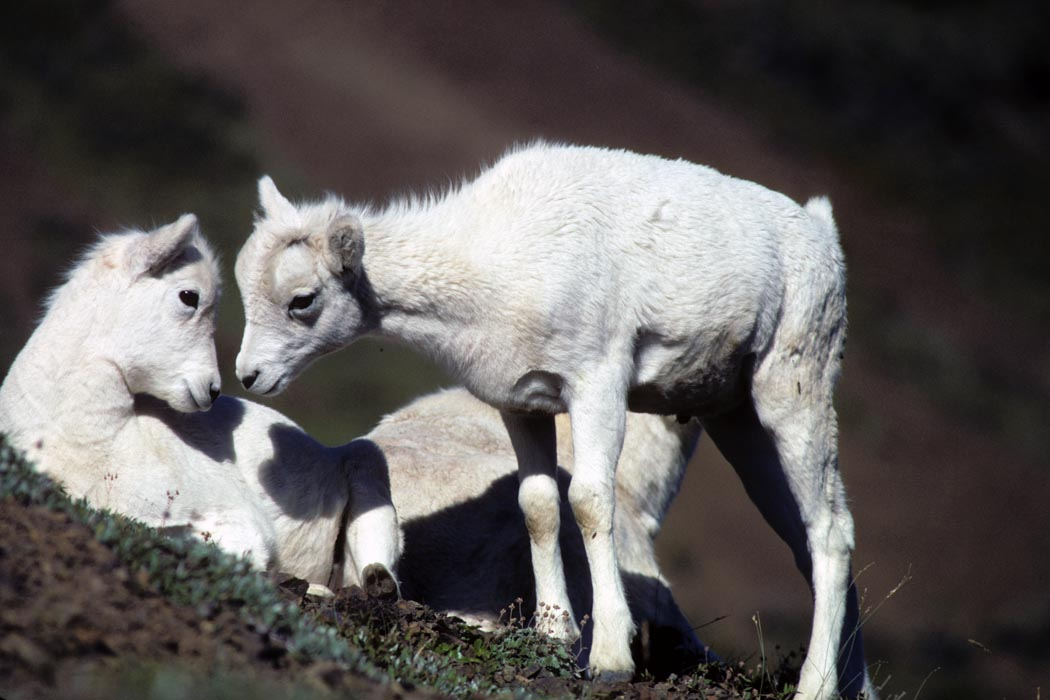
Dois cordeiros da espécie.

Os carneiros habitam as escalas subárticas das montanhas do Alasca (Estados Unidos), o território do Yukon, os Montes Mackenzie nos Territórios do Noroeste, e Colúmbia Britânica setentrional (Canadá). Os carneiros-de-dall são encontrados em locais relativamente secos e tentam permanecer em uma combinação especial de cumes alpinos abertos, de prados, e de inclinações íngremes com o substrato extremamente áspera, a fim de escapar dos predadores que não podem deslocar-se rapidamente através de tal terreno. 
Os machos têm chifres densamente ondulados. As fêmeas têm chifres mais curtos, mais delgados, ligeiramente mais curvados.  Os machos vivem em bandos, eles associam-se raramente com os grupos de fêmeas, exceto durante a estação de acasalamento no final de novembro e início de dezembro. Os cordeiros nascem em maio.
Durante o verão, quando o alimento é abundante, eles comem uma grande variedade de plantas. Durante o inverno a dieta é muito mais limitada e consiste primariamente em grama e capim seco, congelado que é cavado na neve, e em  líquens e musgos. Muitas populações de carneiros visitam reservas de minerais durante a primavera e viajam frequentemente muitas milhas para comer o solo em torno dessas reservas, nutrindo-se assim de minerais importantes para o organismo.
Os predadores primários dos carneiros são o lobo, coiote, urso-negro, urso-cinzento e a águia-dourada (a última é predadora de cordeiros). 
Os carneiros-de-dall podem frequentemente ser observados ao longo da Alaska Highway no Lago Muncho na Sheep Mountain no Parque Nacional e Reserva Kluane, próximo de Faro, Yukon (carneiros-de-gannin).